# FK Dukla Banská Bystrica

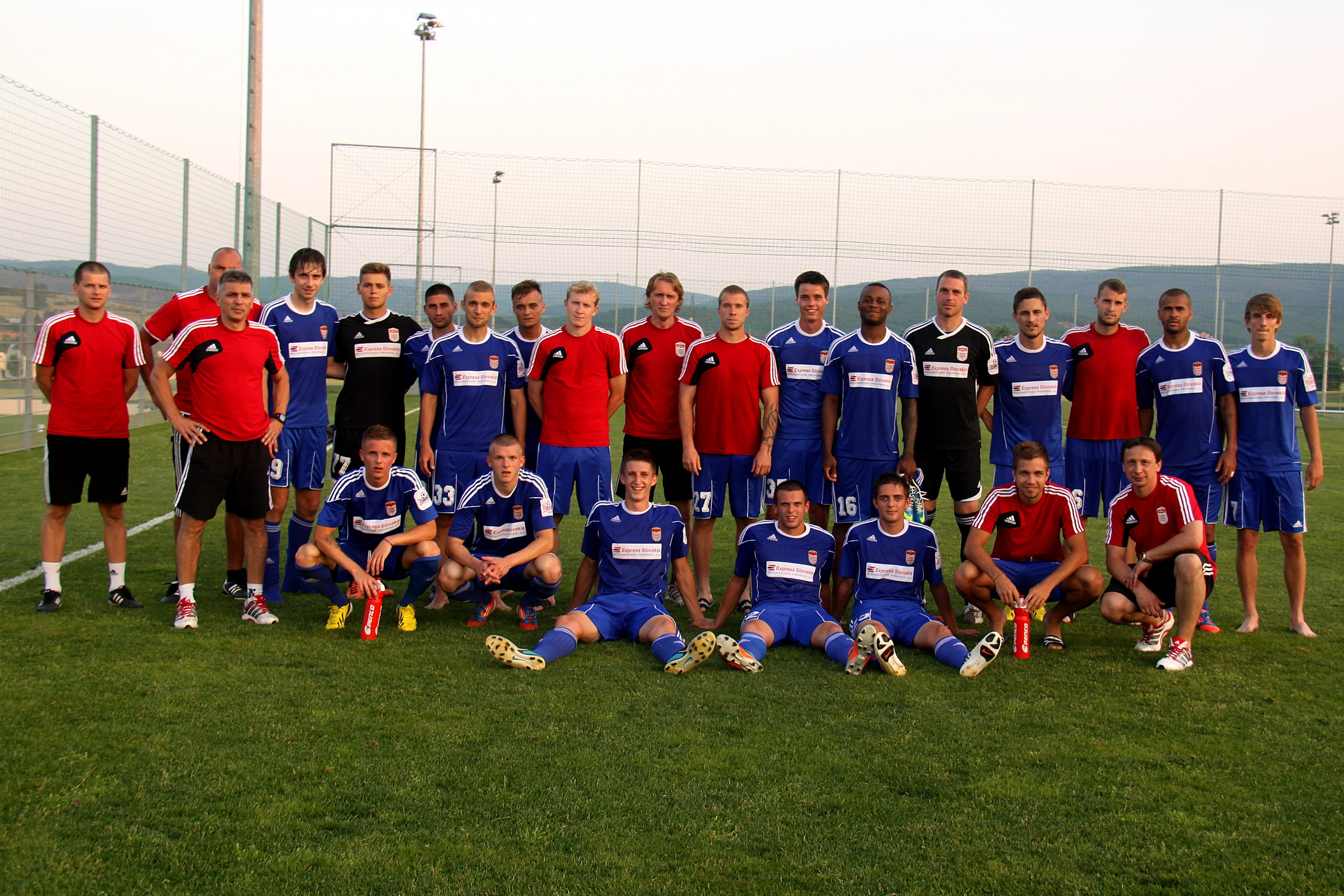
FK Dukla Banská Bystrica (2013)

El FK Dukla Banská Bystrica es un club de fútbol eslovaco de la ciudad de Banská Bystrica. Fue fundado en 1965 y juega en la 2. Liga de Eslovaquia.

## Historial de nombres
- 1965 – Fundado como VTJ Dukla Banská Bystrica
- 1967 – Renombrado AS Dukla Banská Bystrica
- 1975 – Renombrado ASVS Dukla Banská Bystrica
- 1992 – Renombrado FK Dukla Banská Bystrica

## Entrenadores
- Arnošt Hložek (1966–67)
- Bohumil Musil (1969–71)
- Oldřich Bříza (197?–79)
- Juraj Lakota (1980)
- Jozef Adamec (1981–87)
- Anton Dragúň (1987–89)
- Stanislav Jarábek (1989–91)
- Jozef Adamec (1991)
- Anton Hrušecký (1991–9?)
- Anton Jánoš (1993–95)
- Ján Ilavský (199?–96)
- Ján Kocian (1996–97)
- Peter Benedik (1996–97)
- Stanislav Jarábek (1998–99)
- Miloš Tagos (1999–00)
- Igor Novák (2000–01)
- Anton Jánoš (2001–03)
- Ladislav Molnár (2003–04)
- Václav Daněk (2004–05)
- Dušan Radolský (2006)
- Ladislav Molnár (2007)
- Štefan Horný (2007–2008)
- Anton Jánoš (agosto de 2008–noviembre de 2008)
- Jozef Jankech (2008–2010)
- Karol Marko (julio de 2010–noviembre de 2010)
- Štefan Zaťko (2010–2011)
- Norbert Hrnčár (2012–2014)
- Štefan Rusnák (2014–2015)
- Ľubomír Faktor (2015-2016)
- Dušan Tóth (2016-2018)
- Stanislav Varga (2018–)

## Palmarés

### Torneos nacionales
- Copa de Eslovaquia (2):1981, 2005

## Participación en competiciones de la UEFA
| Temporada | Competición        | Ronda alcanzada   | Rival            | Resultado en casa | Resultado de visitante | Global |
| --------- | ------------------ | ----------------- | ---------------- | ----------------- | ---------------------- | ------ |
| 1999–00   | UEFA Cup           | 1                 | Ajax             | 1–3               | 1–6                    | 2–9    |
| 2004–05   | UEFA Cup           | 1ª Clasificatoria | FK Qarabağ       | 3–0               | 1–0                    | 4–0    |
| 2004–05   | UEFA Cup           | 2ª Clasificatoria | FC Wil           | 3–1               | 1–1                    | 4–2    |
| 2004–05   | UEFA Cup           | 1                 | Benfica          | 0–3               | 0–2                    | 0–5    |
| 2005–06   | UEFA Cup           | 2ª Clasificatoria | Groclin Grodzisk | 0–0               | 1–4                    | 1–4    |
| 2010–11   | UEFA Europa League | 2ª Clasificatoria | FC Zestafoni     | 1–0               | 0–3                    | 1–3    |